# Wischhafen
Wischhafen är en kommun och ort i Landkreis Stade i förbundslandet Niedersachsen i Tyskland.
Kommunen ingår i kommunalförbundet Samtgemeinde Nordkehdingen tillsammans med ytterligare fyra kommuner.